# Парааміносаліцилова кислота
Парааміносаліцилова кислота (ПАСК; 4-Aminosalicylic acid, para-aminosalicylic acid (PAS)) — синтетичний протитуберкульозний засіб для перорального та парентерального застосування. Уперше протитуберкульозні властивості парааміносаліцилової кислоти виявив шведський хімік Юрген Леман у 1944 році, коли вперше було успішно застосовано ПАСК для перорального лікування туберкульозу. Препарат мав більшу ефективність, ніж стрептоміцин, проте був більш токсичний для нервової системи. Лише у 1948 році британські вказали на вищу ефективність комбінованого лікування туберкульозу ПАСК і стрептоміцином.

## Фармакологічні властивості
Парааміносаліцилова кислота — синтетичний протитуберкульозний препарат. Парааміносаліцилова кислота має бактеріостатичну дію, що обумовлена конкурентною взаємодією з параамінобензойною та пантотеновою кислотами, а також біотином, що є необхідними факторами росту мікобактерій. Препарат діє лише на туберкульозні палички, що розмножуються, та не діє на мікобактерії, що знаходяться у стані спокою та позаклітинно. Парааміносаліцилова кислота не діє на інші мікобактерії. Препарат застосовується виключно у складі комбінованої протитуберкульозної терапії для запобігання розвитку резистентності мікобактерій до препарату.

### Фармакокінетика
Парааміносаліцилова кислота швидко всмоктується при пероральному прийомі, чинить подразнюючу дію на слизову оболонку шлунку. Біодоступність препарату становить ~90 %, при внутрішньовенному введенні біодоступність — 100 %. Препарат створює високі концентрації в більшості тканин та рідин організму, особливо в легенях, нирках, печінці, рідинах організму, особливо плевральній рідині та сечі, добре проникає в казеозні тканини. Препарат погано проходить через гематоенцефалічний бар'єр. Парааміносаліцилова кислота проникає через плацентарний бар'єр та виділяється в грудне молоко. Препарат метаболізується переважно в печінці з утворенням неактивних метаболітів, частково метаболізується в шлунку. Парааміносаліцилова кислота виводиться з організму переважно з сечею у вигляді метаболітів, частково у незміненому вигляді. Період напіввиведення ПАСК складає 30—60 хв, при нирковій недостатності цей час може значно збільшуватися (до 23 год).

## Показання до застосування
Парааміносаліцилову кислоту застосовують у складі комплексної терапії активних прогресуючих форм туберкульозу, переважно фіброзно-кавернозного туберкульозу легень.

## Побічна дія
При застосуванні парааміносаліцилової кислоти можливі наступні побічні ефекти:
- Алергічні реакції — нечасто висипання на шкірі, свербіж шкіри, гіперемія шкіри, бронхоспазм, гарячка, синдром Стівенса-Джонсона, синдром Лаєлла, анафілактичний шок.
- З боку травної системи — часто нудота, блювання, печія, біль у животі, діарея, запор; рідше шлункова кровотеча, гепатит, Жовтяниця (медицина)|жовтяниця; рідко розвиток печінкової енцефалопатії.
- З боку нервової системи — частіше при тривалому застосуванні у високих дозах головний біль, запаморочення, неврит зорового нерва.
- З боку серцево-судинної системи — при швидкому внутрішньовенному введенні артеріальна гіпотензія, тахікардія, колапс, васкуліт.
- З боку дихальної системи — нечасто пневмоніт, еозинофільні інфільтрати в легенях.
- З боку опорно-рухового апарату — нечасто артралгія.
- З боку сечовидільної системи — при тривалому застосуванні у високих дозах кристалурія, гематурія.
- З боку ендокринної системи — при тривалому застосуванні у високих дозах можуть розвинутися цукровий діабет, мікседема, зоб.
- Зміни в лабораторних аналізах — частіше еозинофілія, нейтропенія, анемія, гіпопротромбінемія; нечасто підвищення активності амінотрансфераз в крові, протеїнурія, гіпокаліємія, гіперглікемія; рідко тромбоцитопенія, лейкопенія, В-12-дефіцитна анемія, агранулоцитоз.
- Місцеві реакції — часто біль у місці введення, гіперемія шкіри, флебіти.

## Протипоказання
Парааміносаліцилова кислота протипоказана при вираженій патології нирок, печінки, при амілоїдозі, порушеннях функції щитоподібної залози, серцевій недостатності, виразковій хворобі, вагітності та годуванні грудьми. Парентеральне введення протипоказано при тромбофлебітах та виражених порушеннях згортання крові.

## Форми випуску
Парааміносаліцилова кислота випускається у вигляді розчинів для інфузійного застосування в флаконах по 100, 200, 400, 250 та 500 мл 3 % розчину; таблеток по 0,5 г та гранул для прийому всередину по 100 г. Парааміносаліцилова кислота разом із ізоніазидом входить до складу комбінованого препарату «Пасин».